# Dimítris Christófias
Dimítris Christófias —en griego: Δημήτρης Χριστόφιας— (Dikomo, 29 de agosto de 1946-Nicosia, 21 de junio de 2019) fue un político chipriota de ideología comunista. Fue presidente de Chipre desde 2008 hasta 2013.
Fue elegido presidente el 24 de febrero de 2008, tras derrotar en las elecciones presidenciales al candidato conservador Ioannis Kassoulides. Fue el primer presidente de pensamiento marxista de Chipre.
Además, fue secretario general del AKEL —partido comunista de Chipre— y presidente de la Cámara de Representantes —Parlamento de Chipre— hasta su elección como presidente de la República.

## Biografía
Dimítris Christófias nació el 29 de agosto de 1946 en Dikomo, distrito de Kyrenia, desde entonces ocupado por Turquía. Su padre, un empresario progresista que murió en 1987, fue miembro de la Federación de Trabajo de Pan-Cyprus (PEO).
El joven Dimítris se graduó de la escuela secundaria en Nicosia, donde se graduó en 1964. A los 14 años, se unió a la organización escolar PEOM. A los 18 años, se unió a EDON (AKEL Youth Organisation), PEO Union y AKEL. En el 5.º Congreso EDON en 1969, fue elegido para el comité central.
Estudió de 1969 a 1974 en el Instituto de Ciencias Sociales y en la Academia de Ciencias Sociales de Moscú. Sale con el grado de doctor en historia. Es en esta ciudad que conoce a su futura esposa y madre de tres hijos, Elsie Chiratou.
En 1977, fue elegido secretario general de EDON, cargo que ocupó hasta 1987. En el 15.º Congreso de AKEL, celebrado en 1982, se unió al Comité Central del Partido. En el siguiente congreso, en noviembre de 1986, se convirtió en miembro de pleno derecho del Buró Político del Comité Central, y luego de la secretaría el año siguiente. Finalmente, en abril de 1988, tras la muerte de Ezekías Papaioánnou, le fue devuelto el cargo de secretario general.
En 1991 fue elegido por primera vez a la Cámara de Representantes. Su mandato fue renovado en las elecciones parlamentarias de 1996 y 2001. El 7 de junio de 2001, fue elegido presidente de la Cámara y fue reelegido para este cargo en 2006. En ese momento también era miembro del Consejo Nacional, el órgano asesor del presidente de la República. 
La primera ronda de la elección presidencial, que tuvo lugar el 17 de febrero de 2008, dio un resultado muy cercano entre los tres candidatos: Christófias, Ioánnis Kasoulídis de DISY —centro-derecha— y el presidente saliente Tássos Papadópoulos. En segundo lugar con el 33,3 % de los votos, Christófias se enfrentó a Kasoulídis (33,5 %) en la segunda ronda el 24 de febrero. Con el apoyo de DIKO —partido de Papadopoulos de izquierda—, ganó con el 53.37 % de los votos.
La noticia es recibida con alegría por el Partido de la Izquierda Europea. En un discurso triunfante en Nicosia, donde flotan las banderas rojas, el primer presidente comunista de Chipre promete reanudar las negociaciones para la reunificación de la isla. Lo hace la prioridad absoluta del nuevo Gobierno.
Prometió reanudar las negociaciones para la reunificación de la isla y la convirtió en la prioridad de su gobierno. Aunque sus esfuerzos no condujeron a la reunificación, se lograron algunos avances: las ambulancias y los trabajadores pudieron cruzar la frontera, se desarrolló el comercio, etc. Se opuso a la presencia de tropas extranjeras en la isla. Se opuso a la presencia de bases militares británicas en la isla, que consideraba un legado de la colonización.
En septiembre de 2009 realizó una visita oficial a Cuba para reunirse con su homólogo Raúl Castro y firmar acuerdos de cooperación y colaboración en materia agrícola, cultural, turística, deportiva y en tecnologías de energía renovable, petróleo y gas.
Aumentó el salario mínimo y las pensiones al principio de su mandato. Una política social que se detuvo cuando los bancos chipriotas se hundieron a raíz de la crisis griega en 2012. La Unión Europea sólo aceptó conceder un plan de ayuda a cambio de una política de austeridad económica, por lo que nunca fue firmado por Dimítris Christófias. Intentó limitar la crisis obteniendo un préstamo de 2.500 millones de euros de Rusia, mientras se oponía a las privatizaciones exigidas por Berlín. El presidente también se enfrenta al Parlamento, donde su partido sólo tiene el 30% de los escaños, que rechaza su propuesta de aumentar los impuestos a los bancos, responsables de la crisis.
El 22 de mayo de 2011, la Agrupación Democrática (DISY), el principal partido de la oposición, ganó una mayoría relativa en las elecciones parlamentarias, que fueron ganadas, sin embargo, por la alianza de la izquierda entre AKEL y el Partido Demócrata (DIKO).
Dada la impopularidad de su Gobierno en un contexto de crisis financiera aguda, no participa en las elecciones presidenciales de febrero de 2013.

## Historial electoral

### Elecciones presidenciales de 2008
| Candidatos y partidos                                                     | 1.ª vuelta | 1.ª vuelta | 2.ª vuelta | 2.ª vuelta |
| Candidatos y partidos                                                     | Votos      | Porcentaje | Votos      | Porcentaje |
| ------------------------------------------------------------------------- | ---------- | ---------- | ---------- | ---------- |
| Dimitris Christofias                                                      | 150 016    | 33,29      | 240 622    | 53,36      |
| Ioannis Kasoulidis                                                        | 150 996    | 33,51      | 210 320    | 46,64      |
| Tássos Papadópoulos                                                       | 143 249    | 31,79      |            |            |
| Marios Matsakis                                                           | 3460       | 0,77       |            |            |
| Kostas Kyriacou                                                           | 1092       | 0,24       |            |            |
| Kostas Themistocleous                                                     | 753        | 0,17       |            |            |
| Andreas Efstratiou                                                        | 713        | 0,16       |            |            |
| Christodoulos Neophytou                                                   | 243        | 0,05       |            |            |
| Anastasis Michael                                                         | 117        | 0,03       |            |            |
| Votos válidos (participación 89.62 % de los 516.441 votantes registrados) | 450 639    | 100%       | 469 285    | 100%       |
| Fuente: Gobierno Chipriota                                                |            |            |            |            |